# 미디어텍

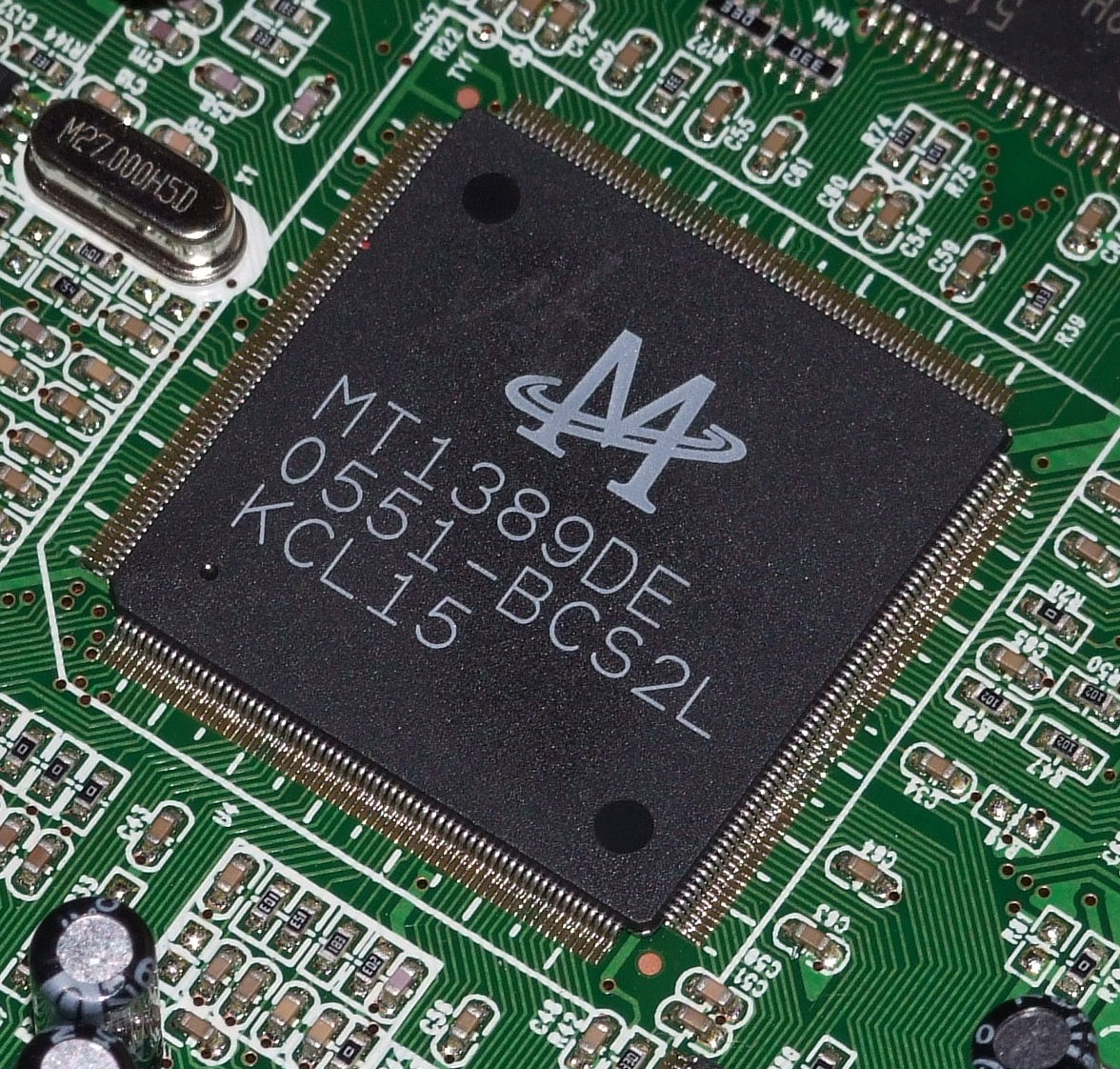
미디어텍 MT1389 DVD 플레이어 칩셋

미디어텍(영어: MediaTek, 중국어: 聯發科技)은 대만의 팹리스 반도체 기업으로, 무선 통신기기, 광학 저장기기, HDTV, DVD 등의 칩셋을 설계, 판매하고 있다. 미디어텍은 1997년 설립되었으며 본사는 타이완에 있다. 중화인민공화국, 싱가폴, 인도, 대한민국, 미국, 일본, 아일랜드, 덴마크, 영국에 지사와 연구소를 운영하고 있다. 2001년 타이완 증권 거래소에 상장했으며 거래코드는 2454이다.
미디어텍은 CD-ROM 칩셋을 시작으로 DVD-ROM, DVD 플레이어 칩셋을 판매하였고 2007년 디지털 이미지 처리 칩셋을 만들던 미국의 NuCore 테크놀로지와 HDTV 칩셋을 만들던 한국의 K-WILL 코퍼레이션을 인수하였다. 2008년에는 아날로그 디바이스(Analog Device)의 오델로(Othello) 라디오 수신기와 소프트폰(SoftFone) 베이스밴드 칩셋 라인을 3억 5천만 달러(USD)에 인수하여 휴대폰과 무선 통신 분야으로 사업을 확장했다.
2009년 미디어텍은 팹리스 반도체 기업으로 세계 4위, RFWS 모바일 칩셋 분야에서는 퀄컴 다음인 2위에 올라섰다.

## 역사
미디어텍은 원래 홈 엔터테인먼트 제품용 칩셋을 설계하는 대만 회사인 유나이티드 마이크로일렉트로닉스 코퍼레이션(UMC)의 계열사였다. 1997년 5월 28일에 회사가 분사되어 통합되었다. 미디어텍은 2001년 7월 23일에 "2454" 코드로 대만 증권 거래소(TSEC)에 상장되었다.
이 회사는 광학 드라이브용 칩셋 설계로 시작하여 이후 DVD 플레이어, 디지털 TV, 휴대폰, 스마트폰 및 태블릿용 칩으로 확장했다. 일반적으로 미디어텍은 새로운 시장에 진출한 후 시장 점유율을 확보하고 경쟁사를 대체하는 강력한 기록을 갖고 있다.
이 회사는 2004년에 모바일 장치용 제품을 설계하는 부서를 출범시켰다. 그로부터 7년 후, 피처폰과 스마트 장치용 제품을 포함하여 연간 5억 개 이상의 모바일 시스템온칩 장치에 대한 주문을 받았다. 광범위한 시스템 엔지니어링 지원을 제공함으로써 회사는 이전에 통신 업계에서 오랫동안 폭넓게 자리잡았던 수직 통합 대기업이 지배했던 휴대폰 시장에 많은 소규모 회사와 신규 진입자가 진입할 수 있도록 허용했다. 모바일 칩 시장은 빠르게 회사의 주요 성장 동력이 되었다.
2014년 모바일 월드 콩그레스(Mobile World Congress)에서 미디어텍은 더 넓은 시장에서 스마트폰을 보다 저렴하게 접근할 수 있도록 하는 비전을 가지고 "슈퍼미드 시장"이라는 용어를 붙인 새로운 브랜드 "Everyday Genius"를 공개했다.
2014년 11월 기준 미디어텍 칩을 사용하여 2014년 전 세계적으로 7억 대에 달하는 1,500개 이상의 모바일 모델이 출하되었으며, 회사는 2014년 상반기에 미화 53억 달러의 매출을 기록했다. 이는 2013년 전체 매출과 거의 맞먹는 수준이다. 그러나 매출 성장은 부분적으로 2014년 초부터 발효된 MStar 인수로 인한 매출 인식에 기인한다.
2019년 9월, 미디어텍은 VVDN Technologies와 협력하여 새로운 시대의 AIoT 솔루션을 설계, 제조했다.
2019년 11월 25일, 미디어텍과 인텔은 2021년 PC에 5G를 도입하기 위한 파트너십을 발표했다. 미디어텍은 주로 인도와 라틴 아메리카 시장의 상당한 성장에 힘입어 2020년 3분기에 세계 최대 스마트폰 칩셋 공급업체인 퀄컴을 제쳤다.
2023년 5월, 회사는 디멘시티(Dimensity)를 사용하여 자동차 제조업체를 위한 고급 차량 인포테인먼트 시스템을 구동하는 엔비디아와의 새로운 협력을 발표했다.

## 제품 목록

### 모뎀
| 모델 번호           | 팹    | 무선 기술                                                   | 호환           | 출시    |
| ------------------- | ----- | ----------------------------------------------------------- | -------------- | ------- |
| MT6280              |       | DC-HSPA+, W-CDMA, TD-SCDMA, EDGE, and GSM/GPRS              | MT2523         |         |
| MT6290              | 28 nm | LTE R9 (4G), DC-HSPA+, W-CDMA, TD-SCDMA, EDGE, and GSM/GPRS | MT6592, MT6582 | Q1 2014 |
| Helio M70 5G MT6297 | 7 nm  | 5G NR Sub-6 GHz, 5G NR mmWave, LTE                          |                | Q1 2020 |

### GNSS 모듈
범지구 위성 항법 시스템(GNSS) 모듈은 아래와 같다.
- MT6628 (GPS) WLAN 802.11b/g/n, WIFI Direct, Bluetooth 4.0 LE, GPS/QZSS, FM
- MT6620 (GPS)
- MT3339 (2011) (GPS, QZSS, SBAS)[68]
- MT3337 (GPS)
- MT3336 (GPS)
- MT3333/MT3332 (2013) GPS/GLONASS/GALILEO/BEIDOU/QZSS
- MT3329 (GPS)
- MT3328 (GPS)
- MT3318 (GPS)

### IEEE 802.11
- RT3883: MIPS 74KEc CPU 및 IEEE 802.11n 호환 WNIC 내장
- RT6856: MIPS 34KEc CPU 및 IEEE 802.11ac 호환 WNIC 내장

## 사업 성과
|        | 2006   | 2007   | 2008   | 2009   | 2010   | 2011   | 2012   | 2013    | 2014    | 2015    | 2016    | 2017    | 2018    | 2019    | 2020    | 2021    |
| ------ | ------ | ------ | ------ | ------ | ------ | ------ | ------ | ------- | ------- | ------- | ------- | ------- | ------- | ------- | ------- | ------- |
| 순매출 | 52,942 | 74,779 | 68,016 | 77,311 | 71,988 | 53,842 | 99,263 | 136,056 | 213,063 | 213,255 | 275,512 | 238,216 | 238,057 | 246,222 | 322,146 | 493,415 |
| 수익   | 23,816 | 31,427 | 17,090 | 21,447 | 17,267 | 4,840  | 12,403 | 25,244  | 47,241  | 25,908  | 23,076  | 9,819   | 16,182  | 22,567  | 43,219  | 108,040 |

## 같이 보기
- 대만의 기업 목록